# 로터스 소프트웨어
로터스 소프트웨어(Lotus Software)는 매사추세츠주 웨스트포드에 본사를 둔 소프트웨어 기업이다. 로터스는 그래픽 사용자 인터페이스가 없던 시절 IBM PC 초창기에 널리 쓰였던 제품인 로터스 1-2-3 스프레드시트 응용 소프트웨어로 가장 잘 알려져 있다. 당시 기능이 다양하고 사용자가 쓰기 편했을 뿐 아니라 신뢰성 있고 위지위그 기능이 포함되어 있었다.
로터스는 그룹웨어와 전자 메일 시스템인 로터스 노츠를 출시하기도 하였다. IBM은 이 회사를 1995년에 인수하였다.

## 역사
로터스는 1982년 벤 로센의 지원을 받아 파트너 미치 케이퍼와 조나단 작스에 의해 설립되었다.

## 제품
IBM은 커뮤니티 웹 사이트인 로터스 그린하우스(Lotus Greenhouse)를 후원한다.

### 판매 제품
- 로터스 커넥션스
- 로터스 도미노
- 로터스 도미노 웹 액세스
- 로터스 엑스페디터
- 로터스 폼스
- 로터스 파운데이션스
- 로터스라이브
- 로터스 매시업스
- 로터스 노츠
- 로터스 노츠 트래블러
- IBM 로터스 퀴커 - 로터스 퀵플레이스를 대체
- 로터스 세임타임
- IBM 로터스 심포니
- IBM 로터스 웹 콘텐트 매니지먼트

### 관리 중인 제품
- 로터스 도미노 도큐먼트 매니저
- 로터스 스마트스위트
  - 로터스 1-2-3
  - 로터스 워드 프로
  - 로터스 프리랜스 그래픽스
  - 로터스 어프로치
  - 로터스 오거나이저

### 중단된 제품
- 로터스 어젠더
- 로터스 임프루브
- 로터스 재즈
- 로터스 마젤란
- 로터스 매누스크립트
- 로터스 마켓플레이스
- 로터스 심포니